# Rachias brachythelus
Espèce
Synonymes
- Diplura brachythele Mello-Leitão, 1937

Rachias brachythelus est une espèce d'araignées mygalomorphes de la famille des Pycnothelidae.

## Distribution
Cette espèce est endémique de l'État de São Paulo au Brésil,. Elle se rencontre vers Corumbataí.

## Description
Le mâle holotype mesure 17 mm.

## Systématique et taxinomie
Cette espèce a été décrite sous le protonyme Diplura brachythele par Mello-Leitão en 1937. Elle est placée dans le genre Rachias par Raven en 1985.

## Publication originale
- Mello-Leitão, 1937 : « Aranhas novas ou raras. » Anais da Academia Brasileira de Ciências, vol. 9, p. 1-12.